# Mary Cleaveová
Mary Louise Cleaveová (5. února 1947 v Soupthamptonu, stát New York, Spojené státy americké – 27. listopadu 2023) byla americká astronautka, vysokoškolsky vzdělaná doktorka biologie, ekoložka. Absolvovala dva lety v raketoplánu Atlantis. V kosmu strávila 11 dní.

## Životopis
Oba její rodiče byli učitelé. Střední školu absolvovala v newyorské oblasti Great Neck. V 17 letech získala pilotní licenci a mohla tak dříve létat s letadlem než jezdit s autem.
Bakalářský titul v biologii získala v roce 1969 na Coloradské státní univerzitě ve Fort Colllins. Později na Utažské státní univerzitě v Loganu získala magisterský titul v mikrobiální ekologii v roce 1975 a doktorát v environmentálním inženýrství v roce 1979. Během studia pracovala v univerzitní Laboratoři vodního výzkumu, kde ji kolegové upozornili na inzerát NASA k náboru nových astronautů. Přihlásila se, uspěla a koncem května 1980 se stala členkou 9. skupiny astronautů.
Po svých misích na oběžnou dráhu Země v raketoplánech zůstala v NASA a od května 1991 pracovala v Goddardově leteckém středisku v Laboratoři pro hydrosférické procesy. Od března 2000 byla zástupkyní přidruženého administrátora NASA pro pokročilé plánování v Kanceláři věd o Zemi a od srpna 2005 přidruženou administrátorkou Ředitelství vědeckých misí NASA, kde vedla řadu výzkumných a vědeckých výzkumných programů pro planetu Zemi, vesmírné počasí, sluneční soustavu a vesmír. Z NASA odešla v únoru 2007.

## Lety do vesmíru
V listopadu 1985 byla v sedmičlenné posádce mise STS-61-B spolu s velitelem letu Brewsterem Shawem, Bryanem O'Connorem, Sherwoodem Springem, Jerrym Rossem, Charlesem Walkerem a mexickým astronautem Rodolfem Neri Velou. Druhý let raketoplánu Atlantis byl katalogizován v COSPAR jako 1985-109A. Mary se stala 193. člověkem ve vesmíru, desátou mezi ženami. Stroj odstartoval z Kennedyho vesmírného střediska na mysu Canaveral (Florida), přistál na Edwardsově letecké základně v Kalifornii.
Podruhé byla v misi označené v COSPAR jako 1989-033A, známější ovšem jako let raketoplánu STS-30. Posádka byla tentokrát jen pětičlenná (kromě Mary Cleaveové velitel David Walker, Ronald Grabe, Norman Thagard a Mark Lee) a jejím hlavním a splněným úkolem bylo vypustit do kosmu umělou sondu Magellan k planetě Venuši. Místa startu i přistání byla shodná, jako u předchozího letu.
- STS-61-B Atlantis, start 27. listopad 1985, přistání 3. prosinec 1985
- STS-30 Atlantis, start 4. květen 1989, přistání 8. květen 1989